# Campeonato Sub-16 de la AFC 2014
El Campeonato Sub-16 de la AFC de 2014 fue la XVI edición del torneo organizado por la AFC, con sede en Bangkok y Nonthaburi, Tailandia se desarrolló entre el 6 y el 20 de septiembre de 2014. 
Los cuatro mejores equipos clasificaron directamente a la Copa Mundial de Fútbol Sub-17 de 2015 en Chile.

## Sedes
| Bangkok             | Nonthaburi        |
| ------------------- | ----------------- |
| Estadio Rajamangala | Estadio SCG       |
| Capacidad: 65.000   | Capacidad: 15.000 |
|                     |                   |

## Equipos participantes
El sorteo de la fase de clasificación se llevó a cabo el 26 de abril de 2013 en Kuala Lumpur, Malasia.
| Equipos participantes | Equipos participantes | Equipos participantes | Equipos participantes |
| --------------------- | --------------------- | --------------------- | --------------------- |
| Arabia Saudita        | Corea del Sur         | Japón                 | Omán                  |
| Australia             | China                 | Kuwait                | Siria                 |
| Catar                 | Hong Kong             | Malasia               | Tailandia             |
| Corea del Norte       | Irán                  | Nepal                 | Uzbekistán            |

## Sorteo
El sorteo de la fase final se celebró el 6 de abril de 2014 en Bangkok, Tailandia.
| Bombo 1 Cabezas de serie        | Bombo 2                              | Bombo 3                                   | Bombo 4                       |
| ------------------------------- | ------------------------------------ | ----------------------------------------- | ----------------------------- |
| Tailandia Uzbekistán Japón Irán | Corea del Sur Siria Kuwait Australia | China Omán Corea del Norte Arabia Saudita | Catar Nepal Malasia Hong Kong |

## Resultados
- Los horarios correspondieron a la hora de Tailandia (UTC+7:00).

### Fase de grupos

#### Grupo A
| Equipo        | Pts | PJ | PG | PE | PP | GF | GC | Dif |
| ------------- | --- | -- | -- | -- | -- | -- | -- | --- |
| Corea del Sur | 9   | 3  | 3  | 0  | 0  | 6  | 1  | 5   |
| Malasia       | 6   | 3  | 2  | 0  | 1  | 3  | 2  | 1   |
| Tailandia     | 3   | 3  | 1  | 0  | 2  | 1  | 3  | -2  |
| Omán          | 0   | 3  | 0  | 0  | 3  | 2  | 6  | -4  |

| 6 de septiembre de 2014, 16:00 | Corea del Sur                                       | 3:1 (1:1) | Omán           | Estadio SCG, Nonthaburi                                  |                                                          |
|                                | Kim Jung-Min 22' · Yu Seung-Min 86' · You Ju-An 90' | Reporte   | Al-Yahmadi 31' | Asistencia: 200 espectadores Árbitro(s): Alireza Faghani | Asistencia: 200 espectadores Árbitro(s): Alireza Faghani |

| 6 de septiembre de 2014, 20:00 | Tailandia | 0:1 (0:1) | Malasia         | Estadio SCG, Nonthaburi                                    |                                                            |
|                                |           | Reporte   | Bin Salihin 34' | Asistencia: 2000 espectadores Árbitro(s): Yuichi Nishimura | Asistencia: 2000 espectadores Árbitro(s): Yuichi Nishimura |

| 8 de septiembre de 2014, 16:00 | Malasia | 0:1 (0:1) | Corea del Sur     | Estadio SCG, Nonthaburi                             |                                                     |
|                                |         | Reporte   | Seung-Woo Lee 15' | Asistencia: 100 espectadores Árbitro(s): Ali Shaban | Asistencia: 100 espectadores Árbitro(s): Ali Shaban |

| 8 de septiembre de 2014, 20:00 | Omán | 0:1 (0:0) | Tailandia                 | Estadio SCG, Nonthaburi                              |                                                      |
|                                |      | Reporte   | Samart Authairatsamee 60' | Asistencia: 700 espectadores Árbitro(s): Peter Green | Asistencia: 700 espectadores Árbitro(s): Peter Green |

| 10 de septiembre de 2014, 20:00 | Tailandia | 0:2 (0:1) | Corea del Sur                             | Estadio SCG, Nonthaburi                                   |                                                           |
|                                 |           | Reporte   | Seung-Woo Lee 45+1' · Hwang Tae-Hyoen 62' | Asistencia: 800 espectadores Árbitro(s): Ammar Al Junaibi | Asistencia: 800 espectadores Árbitro(s): Ammar Al Junaibi |

| 10 de septiembre de 2014, 20:00 | Omán            | 1:2 (0:0) | Malasia          | Estadio Rajamangala, Bangkok                                |                                                             |
|                                 | Al-Ubaidani 68' | Reporte   | Muhammad 64' 77' | Asistencia: 101 espectadores Árbitro(s): Dmitriy Mashentsev | Asistencia: 101 espectadores Árbitro(s): Dmitriy Mashentsev |

#### Grupo B
| Equipo    | Pts | PJ | PG | PE | PP | GF | GC | Dif |
| --------- | --- | -- | -- | -- | -- | -- | -- | --- |
| Australia | 9   | 3  | 3  | 0  | 0  | 9  | 2  | 7   |
| Japón     | 6   | 3  | 2  | 0  | 1  | 7  | 4  | 3   |
| China     | 3   | 3  | 1  | 0  | 2  | 2  | 6  | -4  |
| Hong Kong | 0   | 3  | 0  | 0  | 3  | 0  | 6  | -6  |

| 6 de septiembre de 2014, 16:00 | Japón                 | 2:0 (0:0) | Hong Kong | Estadio Rajamangala, Bangkok                                |                                                             |
|                                | Ritsu 53' · Daiki 73' | Reporte   |           | Asistencia: 154 espectadores Árbitro(s): Valentin Kovalenko | Asistencia: 154 espectadores Árbitro(s): Valentin Kovalenko |

| 6 de septiembre de 2014, 19:00 | Australia | 3:0 (1:0) | China                                   | Estadio Rajamangala, Bangkok                                        |                                                                     |
|                                |           | [https://web.archive.org/web/20140906231855/http://www.the-afc.com/en/component/afcasfeeds/?fixtureid=8293&stageid=330&tMode=C&view=ajax&show=matchsummary Archivado el 6 de septiembre de 2014 en Wayback Machine. Reporte] | Bandiera 16' · Joice 60' · Petratos 72' | Asistencia: 130 espectadores Árbitro(s): Mohanad Qasim Eesee Sarray | Asistencia: 130 espectadores Árbitro(s): Mohanad Qasim Eesee Sarray |

| 8 de septiembre de 2014, 16:00 | Hong Kong | 0:2 (0:1) | Australia                  | Estadio Rajamangala, Bangkok                              |                                                           |
|                                |           | [https://web.archive.org/web/20140909171042/http://www.the-afc.com/en/component/afcasfeeds/?fixtureid=8294&stageid=330&tMode=C&view=ajax&show=matchsummary Archivado el 9 de septiembre de 2014 en Wayback Machine. Reporte] | Devereux 27' · Reiners 86' | Asistencia: 102 espectadores Árbitro(s): Ammar Al Junaibi | Asistencia: 102 espectadores Árbitro(s): Ammar Al Junaibi |

| 8 de septiembre de 2014, 19:00 | China | 0:3 (0:1) | Japón                                         | Estadio Rajamangala, Bangkok                                  |                                                               |
|                                |       | Reporte   | Daiki 48' (pen.) · Toshiki 54' · Nagasawa 57' | Asistencia: 200 espectadores Árbitro(s): Fahad Jaber Al Marri | Asistencia: 200 espectadores Árbitro(s): Fahad Jaber Al Marri |

| 10 de septiembre de 2014, 16:00 | Japón                                | 2:4 (1:2) | Australia                                              | Estadio SCG, Nonthaburi                                  |                                                          |
|                                 | Takumi Sasaki 27' · Takuya Yasui 69' |           | Jackson Bandiera 15' 59' · Cameron Riley Joice 25' 81' | Asistencia: 350 espectadores Árbitro(s): Alireza Faghani | Asistencia: 350 espectadores Árbitro(s): Alireza Faghani |

| 10 de septiembre de 2014, 16:00 | China                              | 2:0 (1:0) | Hong Kong | Estadio Rajamangala, Bangkok                       |                                                    |
|                                 | He Xin 25' (pen.) · Duan Liuyu 66' |           |           | Asistencia: 50 espectadores Árbitro(s): Ali Shaban | Asistencia: 50 espectadores Árbitro(s): Ali Shaban |

#### Grupo C
| Equipo          | Pts | PJ | PG | PE | PP | GF | GC | Dif |
| --------------- | --- | -- | -- | -- | -- | -- | -- | --- |
| Uzbekistán      | 7   | 3  | 2  | 1  | 0  | 8  | 5  | 3   |
| Corea del Norte | 6   | 3  | 2  | 0  | 1  | 9  | 4  | 5   |
| Nepal           | 4   | 3  | 1  | 1  | 1  | 4  | 6  | -2  |
| Kuwait          | 0   | 3  | 0  | 0  | 3  | 3  | 9  | -6  |

| 7 de septiembre de 2014, 16:00 | Uzbekistán         | 1:1 (0:0) | Nepal       | Estadio SCG, Nonthaburi                          |                                                  |
|                                | Jonibek 54' (pen.) | Reporte   | Sunar 90+4' | Asistencia: 165 espectadores Árbitro(s): Tan Hai | Asistencia: 165 espectadores Árbitro(s): Tan Hai |

| 7 de septiembre de 2014, 20:00 | Kuwait | 0:3 (0:1) | Corea del Norte                                                    | Estadio SCG, Nonthaburi                                          |                                                                  |
|                                |        | Reporte   | Han Kwang-Song 5' (pen.) · Jong Chang-Bom 73' · Choe Song-Hyok 83' | Asistencia: 130 espectadores Árbitro(s): Nagor Amir Noor Mohamed | Asistencia: 130 espectadores Árbitro(s): Nagor Amir Noor Mohamed |

| 9 de septiembre de 2014, 16:00 | Nepal                                  | 2:1 (1:0) | Kuwait               | Estadio SCG, Nonthaburi                               |                                                       |
|                                | Al-Khaldi 3' (a.g.) · Magar 81' (pen.) | Reporte   | Al-Bariki 75' (pen.) | Asistencia: 110 espectadores Árbitro(s): Kim Dong-jin | Asistencia: 110 espectadores Árbitro(s): Kim Dong-jin |

| 9 de septiembre de 2014, 20:00 | Corea del Norte                         | 2:3 (1:2) | Uzbekistán                                           | Estadio SCG, Nonthaburi                                   |                                                           |
|                                | Han Kwang-song 17' · Jong Chang-bom 60' | Reporte   | Nurulloev Sukhrob 40' 59' · Ganijonov Abdugani 45+2' | Asistencia: 103 espectadores Árbitro(s): Yuichi Nishimura | Asistencia: 103 espectadores Árbitro(s): Yuichi Nishimura |

| 11 de septiembre de 2014, 16:00 | Uzbekistán                                                                                    | 4:2 (2:2) | Kuwait                          | Estadio SCG, Nonthaburi                                             |                                                                     |
|                                 | Abramov Saveliy 9' · Kuchimov Jonibek 43' · Nurulloev Sukhrob 68' · Kholikov Khudoberdi 90+4' | Reporte   | Al Hadiyah 45' · Mohammad 45+2' | Asistencia: 200 espectadores Árbitro(s): Mohanad Qasim Eesee Sarray | Asistencia: 200 espectadores Árbitro(s): Mohanad Qasim Eesee Sarray |

| 11 de septiembre de 2014, 16:00 | Corea del Norte                                                 | 4:1 (4:1) | Nepal      | Estadio Rajamangala, Bangkok                                  |                                                               |
|                                 | Ju Hyon Hyok 4' · Choe Song Hyok 23' 45+1' · Han Kwang Song 27' | Reporte   | Tamang 26' | Asistencia: 152 espectadores Árbitro(s): Fahad Jaber Al Marri | Asistencia: 152 espectadores Árbitro(s): Fahad Jaber Al Marri |

#### Grupo D
| Equipo         | Pts | PJ | PG | PE | PP | GF | GC | Dif |
| -------------- | --- | -- | -- | -- | -- | -- | -- | --- |
| Irán           | 6   | 3  | 2  | 0  | 1  | 6  | 5  | 1   |
| Siria          | 5   | 3  | 1  | 2  | 0  | 3  | 2  | 1   |
| Catar          | 2   | 2  | 0  | 2  | 1  | 4  | 5  | -1  |
| Arabia Saudita | 2   | 2  | 0  | 2  | 1  | 2  | 3  | -1  |

| 7 de septiembre de 2014, 16:00 | Irán                                              | 3:2 (1:1) | Catar         | Estadio Rajamangala, Bangkok                         |                                                      |
|                                | Karimipiraghoom 22' · Shekarighezelgheyah 48' 61' | Reporte   | Palang 4' 59' | Asistencia: 30 espectadores Árbitro(s): Kim Dong-jin | Asistencia: 30 espectadores Árbitro(s): Kim Dong-jin |

| 7 de septiembre de 2014, 19:00 | Siria | 0:0     | Arabia Saudita | Estadio Rajamangala, Bangkok                               |                                                            |
|                                |       | Reporte |                | Asistencia: 50 espectadores Árbitro(s): Dmitriy Mashentsev | Asistencia: 50 espectadores Árbitro(s): Dmitriy Mashentsev |

| 9 de septiembre de 2014, 16:00 | Catar      | 1:1 (0:1) | Siria      | Estadio Rajamangala, Bangkok                               |                                                            |
|                                | Mazeed 60' | Reporte   | Al-Aji 21' | Asistencia: 50 espectadores Árbitro(s): Valentin Kovalenko | Asistencia: 50 espectadores Árbitro(s): Valentin Kovalenko |

| 9 de septiembre de 2014, 19:00 | Arabia Saudita                   | 1:2 (1:0) | Irán                                           | Estadio Rajamangala, Bangkok                                    |                                                                 |
|                                | Mashhour Abdullah M Abdullah 41' | Reporte   | Mohammad Shamsi 64' · Reza Karimipiraghoom 65' | Asistencia: 50 espectadores Árbitro(s): Nagor Amir Noor Mohamed | Asistencia: 50 espectadores Árbitro(s): Nagor Amir Noor Mohamed |

| 11 de septiembre de 2014, 20:00 | Irán                       | 1:2 (1:2) | Siria                                        | Estadio SCG, Nonthaburi                         |                                                 |
|                                 | Mohammad Soltanimehr 45+2' | Reporte   | Mohammad Jaddoua 26' · Naeim Ghazal Naem 40' | Asistencia: 50 espectadores Árbitro(s): Tan Hai | Asistencia: 50 espectadores Árbitro(s): Tan Hai |

| 11 de septiembre de 2014, 20:00 | Arabia Saudita               | 1:1 (0:0) | Catar                     | Estadio Rajamangala, Bangkok                        |                                                     |
|                                 | Khalid Hussain J Dubaysh 86' | Reporte   | Hassan Ahmad Palang 90+4' | Asistencia: 50 espectadores Árbitro(s): Peter Green | Asistencia: 50 espectadores Árbitro(s): Peter Green |

### Segunda fase
|  | Cuartos de final    | Cuartos de final |                     |               | Semifinales      | Semifinales      |  |               | Final            | Final            |  |
|  | 14 de septiembre    | 14 de septiembre |                     |               | 17 de septiembre | 17 de septiembre |  |               | 20 de septiembre | 20 de septiembre |  |
|  |                     |                  |                     |               |                  |                  |  |               |                  |                  |  |
|  |                     |                  |                     |               |                  |                  |  |               |                  |                  |  |
|  | Corea del Sur       | 2                |                     |               |                  |                  |  |               |                  |                  |  |
|  | Corea del Sur       | 2                |                     |               |                  |                  |  |               |                  |                  |  |
|  | Japón               | 0                |                     |               |                  |                  |  |               |                  |                  |  |
|  | Japón               | 0                |                     | Corea del Sur | 7                |                  |  |               |                  |                  |  |
|  |                     |                  |                     | Corea del Sur | 7                |                  |  |               |                  |                  |  |
|  |                     |                  | Siria               | 1             |                  |                  |  |               |                  |                  |  |
|  | Uzbekistán          | 2                | Siria               | 1             |                  |                  |  |               |                  |                  |  |
|  | Uzbekistán          | 2                |                     |               |                  |                  |  |               |                  |                  |  |
|  | Siria               | 5                |                     |               |                  |                  |  |               |                  |                  |  |
|  | Siria               | 5                |                     |               |                  |                  |  | Corea del Sur | 1                |                  |  |
|  |                     |                  |                     |               |                  |                  |  | Corea del Sur | 1                |                  |  |
|  |                     |                  | Corea del Norte     | 2             |                  |                  |  |               |                  |                  |  |
|  | Australia           | 2                | Corea del Norte     | 2             |                  |                  |  |               |                  |                  |  |
|  | Australia           | 2                |                     |               |                  |                  |  |               |                  |                  |  |
|  | Malasia             | 1                |                     |               |                  |                  |  |               |                  |                  |  |
|  | Malasia             | 1                |                     | Australia     | 1 (1)            |                  |  |               |                  |                  |  |
|  |                     |                  |                     | Australia     | 1 (1)            |                  |  |               |                  |                  |  |
|  |                     |                  | Corea del Norte (p) | 1 (4)         |                  |                  |  |               |                  |                  |  |
|  | Irán                | 0 (2)            | Corea del Norte (p) | 1 (4)         |                  |                  |  |               |                  |                  |  |
|  | Irán                | 0 (2)            |                     |               |                  |                  |  |               |                  |                  |  |
|  | Corea del Norte (p) | 0 (4)            |                     |               |                  |                  |  |               |                  |                  |  |
|  | Corea del Norte (p) | 0 (4)            |                     |               |                  |                  |  |               |                  |                  |  |
|  |                     |                  |                     |               |                  |                  |  |               |                  |                  |  |

#### Cuartos de final
| 14 de septiembre de 2014, 15:30 | Corea del Sur         | 2:0 (1:0) | Japón | Estadio Rajamangala, Bangkok                         |                                                      |
|                                 | Seung-Woo Lee 42' 47' | Reporte   |       | Asistencia: 954 espectadores Árbitro(s): Peter Green | Asistencia: 954 espectadores Árbitro(s): Peter Green |

| 14 de septiembre de 2014, 19:00 | Australia              | 2:1 (1:1) | Malasia          | Estadio SCG, Nonthaburi                               |                                                       |
|                                 | Joice 35' · Maskin 76' | Reporte   | Kogileswaran 31' | Asistencia: 200 espectadores Árbitro(s): Kim Dong-jin | Asistencia: 200 espectadores Árbitro(s): Kim Dong-jin |

| 14 de septiembre de 2014, 20:00 | Uzbekistán               | 2:5 (0:2) | Siria                                         | Estadio Rajamangala, Bangkok                             |                                                          |
|                                 | Shokhrukh 62' 87' (pen.) | Reporte   | Barakat 16' 30' 48' · Jaddoua 52' · Alaji 55' | Asistencia: 100 espectadores Árbitro(s): Alireza Faghani | Asistencia: 100 espectadores Árbitro(s): Alireza Faghani |

| 14 de septiembre de 2014, 20:00 | Irán                                       | 0:0 (t. s.)(2:4 p.)        | Corea del Norte                                         | Estadio SCG, Nonthaburi                                     |                                                             |
|                                 |                                            | Reporte                    |                                                         | Asistencia: 100 espectadores Árbitro(s): Valentin Kovalenko | Asistencia: 100 espectadores Árbitro(s): Valentin Kovalenko |
|                                 |                                            | Tiros desde el punto penal |                                                         |                                                             |                                                             |
|                                 | Soltanpour · Karimi · Daghestani · Shekari |                            | Han Kwang-song · Kim Wi-song · Kim Ye-Bom · Ri Kuk-hyon |                                                             |                                                             |

#### Semifinales
| 17 de septiembre de 2014, 16:00 | Corea del Sur | 7:1 (1:0) | Siria      | Estadio Rajamangala, Bangkok                                     |                                                                  |
|                                 | Jang Gyeol-hee 6' 49' · Seung-Woo Lee 47' (pen.) · Jang Jae-won 52' · Park Sang-hyeok 57' · Lee Sang-heon 60' · Lee Sang-min 62' | Reporte   | Al-Aji 61' | Asistencia: 423 espectadores Árbitro(s): Nagor Amir Noor Mohamed | Asistencia: 423 espectadores Árbitro(s): Nagor Amir Noor Mohamed |

| 17 de septiembre de 2014, 20:00 | Australia                   | 1:1 (0:0) (t. s.)(1:4 p.)  | Corea del Norte                                       | Estadio Rajamangala, Bangkok                                  |                                                               |
|                                 | Arzani 85'                  | Reporte                    | Pak Yong-gwan 47'                                     | Asistencia: 150 espectadores Árbitro(s): Fahad Jaber Al Marri | Asistencia: 150 espectadores Árbitro(s): Fahad Jaber Al Marri |
|                                 |                             | Tiros desde el punto penal |                                                       |                                                               |                                                               |
|                                 | Brimmer · Rowles · Bandiera |                            | Kim Wi-song · Kim Ye-Bom · Ri Kuk-hyon · Jang Song-Il |                                                               |                                                               |

#### Final
| 20 de septiembre de 2014, 18:00 | Corea del Sur      | 1:2 (1:0) | Corea del Norte                         | Estadio Rajamangala, Bangkok                                         |                                                                      |
|                                 | Choi Jae-young 34' | Reporte   | Han Kwang-song 50' · Choe Song-hyok 67' | Asistencia: 2000 espectadores Árbitro(s): Mohanad Qasim Eesee Sarray | Asistencia: 2000 espectadores Árbitro(s): Mohanad Qasim Eesee Sarray |

| Bandera de Corea del Norte |
| Campeón Corea del Norte    |
| Segundo título             |

## Clasificados a laCopa Mundial de Fútbol Sub-17 de 2015
| Bandera de Australia | Bandera de Corea del Sur | Bandera de Corea del Norte | Bandera de Siria |
| Australia            | Corea del Sur            | Corea del Norte            | Siria            |

## Goleadores
| Jugador               | Selección       | Goles |
| --------------------- | --------------- | ----- |
| Seung-Woo Lee         | Corea del Sur   | 5     |
| Cameron Joice         | Australia       | 4     |
| Han Kwang-song        | Corea del Norte | 4     |
| Anas Al-Aji           | Siria           | 4     |
| Hassan Palang         | Catar           | 3     |
| Choe Song-hyok        | Corea del Norte | 3     |
| Abd Al-Rahman Barakat | Siria           | 3     |
| Sukhrob Nurulloev     | Uzbekistán      | 3     |